# کازینو د پاریس

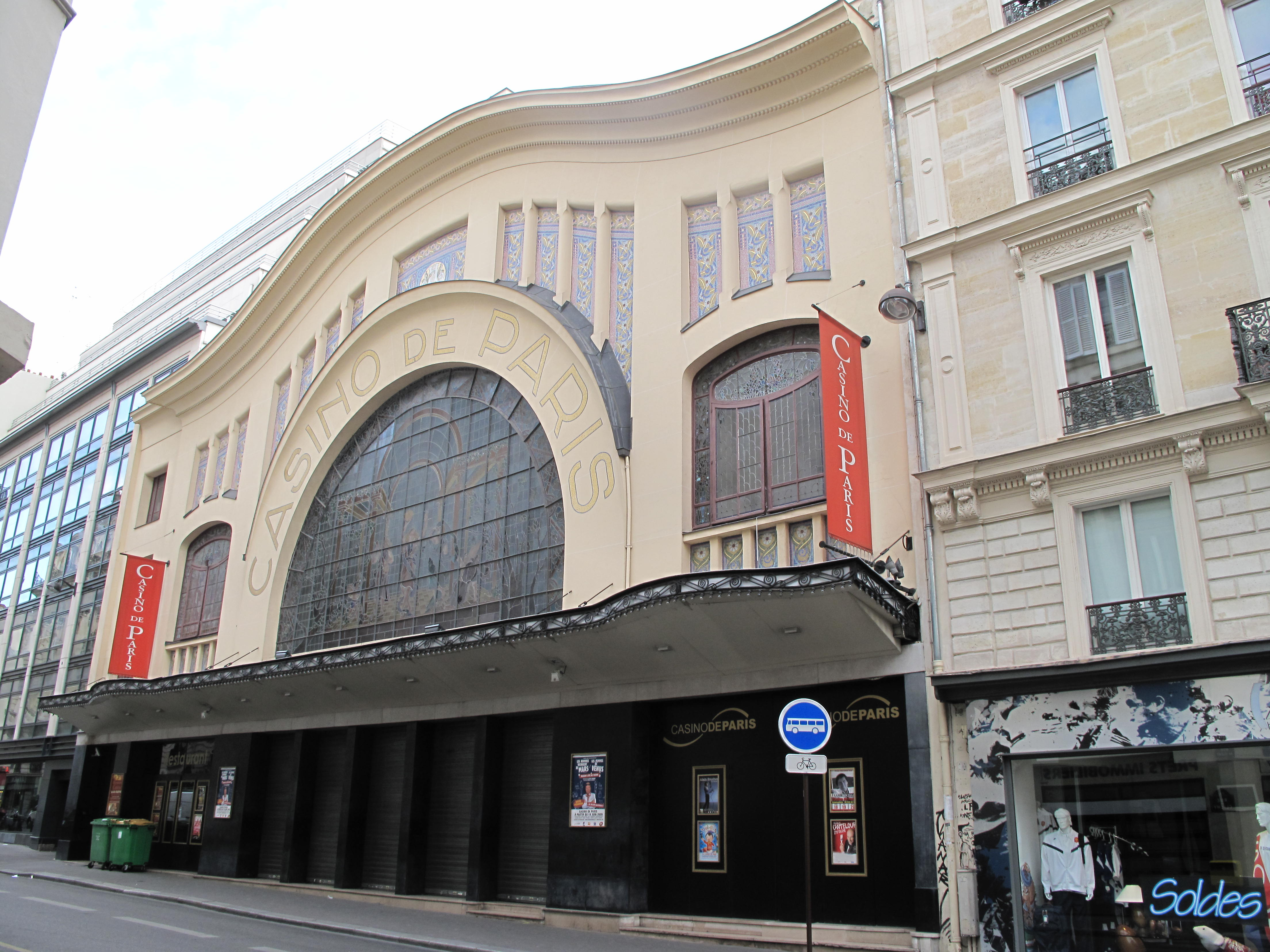
کازینو د پاریس در ۲۰۰۹

کازینو د پاریس (فرانسوی: Casino de Paris‎) واقع در پلاک ۱۶ خیابان د کلیشی در منطقه نهم پاریس یکی از شناخته‌شده‌ترین تالارهای موسیقی پاریس است که تاریخچه آن به قرن هجدهم میلادی (حوالی سال ۱۷۳۰) می‌رسد. بر خلاف نامش، کازینو د پاریس مکانی برای قماربازی نیست و سالن اجرای زنده است.